# La Rage de dents
Pour le film franco-britannique, voir Rage de dents.
Pour la douleur dentaire, voir Mal de dent.
Pour les articles homonymes, voir Toothache.
Pour plus de détails, voir Fiche technique et Distribution.
La Rage de dents (en persan : دندان درد, Dandān Dard) est un court métrage dramatique iranien sorti en 1980, écrit et réalisé par Abbas Kiarostami.

## Fiche technique
- Titre : La Rage de dents
- Titre original : Dandān Dard
- Titre alternatif : Hygiène dentaire[1],[2],[3],[4]
- Réalisation et scénario : Abbas Kiarostami
- Format : couleur - Son : mono
- Genre : Court métrage dramatique
- Durée : 26 minutes
- Date de sortie : Iran : 1980